# Коллекционер (персонаж, 2009)
Коллекционе́р (англ. The Collector) — главный злодей фильмов ужасов «Коллекционер» (2009) и «Коллекционер 2» (2012): жестокий и высокоинтеллектуальный серийный убийца с садистским и бесчеловечным поведением. Исполнители роли — Хуан Фернандес (в фильме «Коллекционер») и Рэндолл Арчер (в фильме «Коллекционер 2»).
Образ Коллекционера получил смешанные отзывы со стороны кинокритиков.

## Замысел
Фильм «Коллекционер», первоначально носивший название «Полуночный человек», задумывался как приквел к франшизе «Пила» и история происхождения Джона Крамера / Пилы. Впоследствии продюсеры отклонили данную идею и сценарий был переработан.

## Биография персонажа

### «Коллекционер»
Вначале фильма Коллекционер заманивает некого Ларри Уортона в свою стандартную ловушку с ящиком и жертвой внутри. Через некоторое время после этих событий, уже на территории будущих жертв, когда один из главных героев — Аркин О’Брайен, во время работы в доме семьи Чейзов замечает осиное гнездо. Он обращается к дезинсекторам, которые работали возле дома. Аркин сообщает одному из дезинсекторов, который и является Коллекционером, о гнезде.
Спустя некоторое время Коллекционер проникает в дом Чейзов, устанавливает множество ловушек и механизмов, а также берёт в заложники всех, находящихся в доме, и использует похищенного ранее Ларри в качестве приманки для тех, кто вдруг решит посетить дом.
Коллекционер начинает истязать главу семейства, Майкла Чейза, в подвале дома, и связывает в ванной комнате его супругу Викторию. Позже Коллекционер чувствует стороннее присутствие в доме и переключается на поиск и устранение незваного гостя.
Коллекционер находит незнакомца, который является Аркином. Злодей решает не обращать внимание на него и идёт заниматься своими делами.
Через несколько минут Коллекционер слышит крики из ванной комнаты, и это его злит. Он направляется туда и видит, что Виктория издаёт лишний шум. Коллекционер решает её наказать, но в последний момент передумывает и направляется в подвал к главе семейства и жестоко расправляется с ним.
Закончив, он слышит шум сверху дома и немедленно направляется туда, но, к его сожалению, никого не обнаруживает. Коллекционер решает спуститься на первый этаж, как вдруг слышит приближавшийся крик и встречает Викторию, которая минутой ранее смогла освободиться при помощи Аркина. Коллекционер наносит несколько ножевых ранений Виктории и сбрасывает её с лестницы. Немного отдохнув, злодей обнаруживает паука в углу комнаты, и решает его отпустить; подойдя к окну, он выпускает паука и смотрит на улицу.
Через несколько минут Коллекционер возвращается в ванную комнату и решает использовать Викторию в качестве приманки. Включив диктофон он убивает Викторию, записав её предсмертные крики, и уходит. Завершив дело, Коллекционер слышит гудок машины снаружи дома, дав будущим жертвам зайти. Коллекционер открывает все замки в двери и прячется, наблюдая за происходящим.
Жертвами оказались старшая дочь Чейзов — Джилл, и её парень. Пара заходит в дом, избежав все ловушки, и начинает заниматься сексом. Коллекционер приглядевшись понимает, что парочка идеально впишется в его коллекцию. Вскоре Джилл замечает Коллекционера; последний достаёт нож и вступает в бой с парнем Джилл, который трагически умирает в ловушках. Коллекционер берёт Джилл в плен.
Коллекционер слышит звук на верхних этажах дома и немедленно направляется туда, но обнаруживает будильник. Поняв, что его обманули, маньяк быстро возвращается вниз, обнаружив мёртвую в ловушке Джилл, которую кто-то освободил. Некоторое время спустя Коллекционер смотрит в окно и замечает незнакомца, которому удалось сбежать. Секундой позже Коллекционер слышит звуки на верхнем этаже и быстро поднимается туда. Там он видит младшую дочь семьи — Ханну, и пытается поймать её, но его вырубает Аркин. Через несколько секунд Коллекционер встаёт и очень злится, а затем преследует Аркина и Ханну. Выломав дверь, Коллекционер использовал Ларри в качестве пушечного мяса, тем самым Ларри трагически умирает.
Аркин и Ханна скрываются в ванной и закрывают дверь, в то время как Коллекционер берёт уже мёртвого Ларри и использует его голову, чтобы выломать дверь ванной, на что уходит некоторый промежуток времени. Выломав дверь, Коллекционер заходит и, увидев Аркина, пытавшегося скрыться вниз, хватает его и пытается убить в схватке. Вследствие боя Аркин стягивает маску с Коллекционера, и последний его вырубает. Коллекционер приносит Аркина в подвал и привязывает его специальной конструкцией к стене, и пытается найти девочку, что у него не получается. Не сильно огорчившись, Коллекционер приносит инструменты и начинает пытать Аркина. Процесс прерывает шериф, приехавший на вызов 911. Коллекционер выходит на улицу и отвлекает полицейского, пока его верный пёс атакует сотрудника правопорядка. Коллекционер убивает полицейского и идёт в дом, где замечает, что Аркин сбежал, и запускает собаку на его поиски. Вскоре, найдя Аркина, маньяк пытается его убить, но в процессе боя Аркин скидывает Коллекционера с лестницы. Поднявшись, злодей берёт дробовик и поднимается наверх, но там его ждёт ловушка в виде люстры с ножами, в которую Коллекционер случайно попадает. Поднявшись, он понимает, что нужно покидать данный дом. Коллекционер заливает дом бензином и поджигает, что приводит к взрыву. Коллекционер на своём фургоне направляется в сторону сбежавшего Аркина и врезается в машину скорой помощи, в которой находился Аркин. Убив всех сотрудников скорой помощи, Коллекционер похищает Аркина, помещает его в ящик и уезжает.
В сцене после титров злодей просматривает слайды плёнки, сидя на ящике, в котором находится Аркин, который угрожает убить Коллекционера.

### «Коллекционер 2»
Через несколько недель после событий первой части Коллекционера объявляют в розыск как опасного серийного убийцу. В это же время Коллекционер устанавливает огромный механизм массового убийства в ночном клубе. В то время как Коллекционер наблюдает за происходящим на балках верхушки клуба, девушка по имени Елена открывает ящик с Аркином, тем самым активирует механизм, который убивает большинство присутствующих на вечеринке, а оставшихся выживших Коллекционер убивает с помощью ловушки, сделанной на основе гидравлического пресса, и с помощью неё же спускается вниз.
Аркин сбегает через окно. Коллекционер решает не гнаться за ним. Маньяк похищает несколько участников вечеринки, включая Елену, и увозит в своё логово. Через некоторое время Коллекционер начинает создание новых экспонатов в своём логове, в то время как Елена находится в ящике. Доделав очередного зомби, Коллекционер уходит отвезти его в нужное место, но, по возвращении замечает, что Елена выбралась. Коллекционер берёт несколько своих пауков и кладёт их на пол, чтобы те помогли ему в поисках и напугали сбежавшую.
Не добившись результата, он слышит, как кто-то проник в его логово. Коллекционер уходит и ненадолго откладывает поиск Елены, надевает свою фирменную маску и начинает охоту на незваных гостей. Коллекционер направляется к своим мониторам, чтобы выяснить, кто проник в логово, и вычислить их местоположение. Заметив несколько вооружённых незнакомцев и Аркина, Коллекционер первым делом направляется к выходу и убивает одного из проникших. Далее Коллекционер продолжает охоту. Устранив ещё несколько врагов, Коллекционер слышит звук выстрела и проверяет полицейские частоты, поняв, что сейчас здесь будет полиция. Он берёт автомат, своих псов и направляется на устранение врагов. Когда заканчиваются патроны, Коллекционер забирает Елену и использует её в качестве приманки, заманив Аркина и прочих недоброжелателей, а после поджигает своё логово и уходит. Неожиданно Аркин и Елена выбираются и начинают сражаться с Коллекционером, где он вышел победителем. Когда Коллекционер почти расправился с врагами и Аркином, в комнату заходит Лучелло и начинает сражаться с Коллекционером на ножах. Злодей убивает Лучелло, но его перехватывает Аркин, который избивает обессилевшего Коллекционера и бросает его в яму с трупами, где позже поджигает его.
Некоторое время спустя Коллекционер возвращается домой и включает радио, где, предположительно, слышно его прошлое о том, что некий наркоман убил практически всю свою семью на день благодарения и оставил в живых только одного человека. Радио резко переключается, Коллекционер берёт нож и находит Аркина, который ему сообщает, что у отца Коллекционера был музей, и что Коллекционер является двенадцатым среди четырнадцати лицензированных энтомологов. Далее Аркин похищает Коллекционера, поместив его в знакомый ему ящик.

### «Коллекционер 3»
Злодей вернётся в третьем фильме.

## Характеристика

### Описание
Коллекционер — мужчина возрастом, предположительно, 35—40 лет, носит тёмную маску с вырезами в районе глаз и рта. Проникает в дома своих жертв, где пытает, либо убивает их. Устанавливает множество ловушек по всему дому для тех, кто вдруг решит зайти. Практически весь фильм Коллекционер молчит, за исключением моментов, в которых он рычит и издаёт различные звуки или крики, напоминающие рычание. Единственная фраза, которую он произнёс за два фильма: «Пришёл убить меня?».

### Действия в логове
Во 2-й части узнаётся, что у Коллекционера есть логово — заброшенный отель, в котором он живёт и пытает людей, а также собирает тела жертв для коллекций. Его логово обставлено множеством ловушек и конструкций.

### Способности
Коллекционер обладает навыками ведения как близкого, так и дальнего боя. Имеет чудовищные, бесчеловечные признаки поведения. Кроме того, Коллекционер создаёт невероятно сложные конструкции и ловушки, а также обладает творческим талантом и стремлением создать красивое по его меркам создание. Владеет высоким уровнем интеллекта, в силу того, что, поймав более пятидесяти жертв, так и остался непойманным полицией.

## Мнения критиков о персонаже
Рецензент веб-сайта Bloody Disgusting считает, что Коллекционер способен стать новой иконой ужасов. Оуэн Глейберман из Entertainment Weekly назвал Коллекционера «Халком в чёрной маске палача». Джо Липсетт из Bloody Disgusting сказал о персонаже следующее: «Решение скрыть его личность и лицо вполне приемлемо (есть что-то более страшное в злодее, чья предыстория неизвестна), но вот его костюм не вдохновляет. Он слишком шаблонный: простой чёрный костюм с маской, которая завязывается сзади. Он чем-то напоминает Пугало из фильмов Нолана о Бэтмене», добавив, что «Коллекционер невербальный. Если не считать нескольких вспышек его глаз, когда он наблюдает за своими жертвами, или скорости, с которой он двигается, Коллекционер не проявляет особых качеств индивидуальности. Единственное исключение? Когда он облизывает губы, наблюдая за тем, как Чед и Джилл развлекаются на кухне. Будем надеяться, что злодей франшизы получит больше запоминающихся моментов в будущих фильмах». Критик, написавший для Collider, описал Коллекционера как «силу природы, бродящую в потёмках, как ночное существо, жаждущее крови».
По мнению журнала The Hollywood Reporter, «Коллекционер не очень интересный экранный злодей. Облачённый в чёрную маску, открывающую только глаза и рот, он общается в основном с помощью тяжёлого дыхания. Это заставляет тосковать по извращённо остроумной болтовне Конструктора». Джазмин Хиллер из PopHorror похвалил актёрскую игру Рэндолла Арчера, отметив, что он «блестяще владеет языком тела», а также положительно отозвался о решении создателей не раскрывать личность злодея, посчитав, что «это к лучшему, потому что зрители могут сами составить себе представление о том, как выглядит Коллекционер».